# Hans Peter Weszkalnys
Hans Peter Weszkalnys (* 1. September 1867 in Heinrichswalde (Kreis Niederung, Ostpreußen); † 13. März 1946 in Rosenthal (Kreis Pirna)) war ein deutscher Architekt. Er schuf vor allem in Saarbrücken und anderen Städten im heutigen Saarland sowie in der Pfalz zahlreiche öffentliche und private Gebäude.

## Leben

### Jugend und Ausbildung
Hans Peter Weszkalnys wurde als Sohn des Präzeptors Julius Weszkalnys (1832–1867) geboren, der im Jahr seiner Geburt starb. Seine ersten Lebensjahre verbrachte er mit seiner Mutter Anna (geb. Stillger, 1850–1883) in Tilsit (heute Sowetsk).
Ab Oktober 1871 wurde Weszkalnys im Alter von vier Jahren dem evangelischen Superintendenten Emil Hundertmarck in Schwarzort auf der Kurischen Nehrung (heute Juodkrantė in Litauen) zur Erziehung anvertraut. Dort erhielt das Pflegekind zunächst Hausunterricht und besuchte ab 1874 die örtliche Volksschule. Ab September 1876 besuchte er das Gymnasium in Insterburg (heute Tschernjachowsk), dass er aber ein Jahr vor dem Abitur nach der Sekunda mit der Mittleren Reife (Sekundarreife) verließ.
Stattdessen begann er 1885 als Lehrling bei einem Maurer- und Zimmerermeister in Tilsit. An Pfingsten 1886 legte er seine Gesellenprüfung als Maurer ab und ein Jahr später die Gesellenprüfung als Zimmerer.
Im Oktober 1887 nahm Hans Peter Weszkalnys ein Studium an der staatlichen Baugewerkschule in Köln auf, an der er im März 1889 nach fünf Semestern sein Examen mit Auszeichnung ablegte. Im April 1889 trat er in das Büro des renommierten Kölner Architekten Hermann Otto Pflaume ein und arbeitete dort bis September 1890 am Bau mehrerer Villen an den Kölner Ringen mit.

### Militärdienst und erste Architektenjahre
Ab Herbst 1890 leistete Weszkalnys seinen Militärdienst als Einjährig-Freiwilliger beim Infanterie-Regiment „von Boyen“ (5. Ostpreußisches) Nr. 41, das damals Standorte in Tilsit, Insterburg und Memel (heute Klaipėda in Litauen) hatte. Er beendete den Dienst nach einem Jahr als Unteroffizier, absolvierte darüber hinaus aber 1892 noch eine Offiziersausbildung, die er als Sekondeleutnant der Reserve abschloss.
Zwischenzeitlich lernte Hans Peter Weszkalnys von Oktober 1891 bis März 1892 im Meisteratelier von Prof. Hermann Ende an der Berliner Bauakademie. Dabei machte er auch Entwürfe für das Architekturbüro von Ende und seinem Partner Wilhelm Böckmann (Ende & Böckmann). 1892/1893 arbeitete Weszkalnys als Architekt beim Garnisonsbauamt in Hagenau (heute Haguenau) im Elsass. 1893/1894 war er leitender Architekt beim Bau der Luisenthaler Brücke bei Völklingen im Saarland.

### Freier Architekt in Saarbrücken
Hans Peter Weszkalnys entschloss sich, im Saarland zu bleiben und eröffnete am 1. Juli 1894 in Saarbrücken sein eigenes Architekturbüro. Er war am Bau von zahlreichen öffentlichen Gebäuden in Saarbrücken und anderen Städten des Saarlandes sowie der Pfalz beteiligt. Dazu gehörten auch mehrere betriebliche und städtische Krankenhäuser, nämlich die Hüttenkrankenhäuser von Brebach und Burbach (beide heute Saarbrücken), das Städtische Bürgerhospital von Saarbrücken, das Hüttenkrankenhaus von Völklingen und das städtische Krankenhaus von Oberstein (heute Idar-Oberstein).

### Privatleben
Am 5. August 1898 heiratete Hans Peter Weszkalnys in Insterburg Helene Christine (geb. Schulz, 1875–1959). Das Paar hatte fünf Söhne, von denen jedoch die beiden Erstgeborenen bereits 1902 noch als Kleinkinder starben: Gero (1899–1902), Bodo (1901–1902), Ulrich (1903–1941), Hako (1905–1943), Hans (1912–1969).
Neben seinem Beruf engagierte sich Weszkalnys auch gesellschaftlich und war Mitglied in verschiedenen Gesellschaften und Vereinen. So gehörte er der Saarbrücker Civil-Casinogesellschaft und dem Historischen Verein für die Saargegend an. Außerdem gehörte er zu den Gründungsmitgliedern des Kunst- und Gewerbevereins für das Saargebiet und der Saarbrücker Ortsgruppe des Bund Deutscher Architekten (BDA). Darüber hinaus wurde er in die 1903 gegründete Freimaurerloge Bruderkette an der Saar aufgenommen.

### Kriegsdienst und letzte Jahre
Während des Ersten Weltkriegs war Hans Peter Weszkalnys von 1914 bis 1918 Kommandant der mobilen Bahnhofskommandantur 3 im Raum Lille des XXI. Armeekorps (auch Saarbrücker Korps genannt).
Nach dem Krieg nahm er wieder seine Arbeit als Architekt in Saarbrücken auf und baute unter anderem das neue Lichtspielhaus in Neunkirchen (Saar). Er engagierte sich auch politisch in der Vereinigung von Hausbesitz und Landwirtschaft (VHL) beziehungsweise der Wirtschaftspartei des deutschen Mittelstandes, der saarländischen Vorläufer der späteren Reichspartei des deutschen Mittelstandes. Weszkalnys wurde auch in den Stadtrat von Saarbrücken gewählt.
Mit Beginn des Zweiten Weltkriegs im Jahr 1939 wurden der inzwischen 72-jährige Weszkalnys und seine Frau von Saarbrücken nach Bad Sachsa am Südrand des Harzes evakuiert. 1940 kamen sie bei Verwandten in Königsberg (Preußen) in Ostpreußen unter. Im Jahr 1941 starb der Sohn Ulrich und im Jahr 1943 der Sohn Hako.
1944 flohen Weszkalnys und seine Frau vor den Kriegswirren nach Rosenthal (Kreis Pirna), wo beide das Kriegsende erlebte. Weszkalnys starb dort am 13. März 1946 im Alter von 78 Jahren und wurde am 22. März 1946 auf dem Friedhof im Dresdener Stadtteil Tolkewitz beigesetzt.

## Werk

### Bis zum Ausbruch des Ersten Weltkriegs
- Völklingen:
  - Luisenthaler Brücke (1893/1894)
  - Hüttenkrankenhaus
- Saarbrücken:
  - Hüttenkrankenhäuser in Brebach und Burbach
  - Städtisches Bürgerhospital
  - Städtischer Saalbau und Markthalle am Neumarkt
  - Erschließung der Winterberg- und Petersbergstraße
  - Wirtschaftsgebäude der Villa Röchling (1897/98)
  - Gartenhaus in der Narzissenstraße (1898)
  - Wohnhaus-Ensemble in der Kamekestraße (1899)
  - Wohnhaus mit Gaststätte und Laden in der Spichererbergstraße 78 (1899/1900)
  - Saarbrücken: Doppelwohnhaus in der Spichererbergstraße 23/23a (1900)
  - Saarbrücken: Doppelwohnhaus Waterloostraße 8/10
- St. Wendel:[2]
  - Kreisständehaus (Landratsamt) (1899/1900)
  - Kreissparkasse (1904/05)
- Idar-Oberstein:
  - Krankenhaus in Oberstein
  - Jugendstil-Villa in der Hauptstraße 123, Idar (1901)
  - Jugendstil-Villa in der Mainzer Straße 73, Idar (1905/06)
  - Bismarckturm, Idar (1907, Entwurf Wilhelm Kreis)
- Bad Kreuznach:
  - Villa in der Rheingrafenstraße 37 (1905/06)
- Saarlouis:
  - Villa in der Gymnasiumstraße 1 (1906)
- Sulzbach/Saar:
  - Bauten für den Glasfabrikanten Max von Vopelius (1912)

### Nach dem Ende des Ersten Weltkriegs
- Saarbrücken:
  - Evangelisches Gemeindehauses in Sankt Arnual
  - Fahrzeughalle der „Saargarage“ in der Großherzog-Friedrich-Straße 16 bis 22 in St. Johann
  - Eingangspavillons des jüdischen Friedhofs (1929)
- Neunkirchen (Saar):
  - Lichtspielhaus